# Lupin III
«Люпен III» (яп. ルパン三世 Рупан Сансэй) — аниме-сериал и манга, нарисованная Кадзухико Като, работающим под псевдонимом Манки Панч (Monkey Punch) на основе книг Мориса Леблана.
Согласно опросу, проведённому в 2007 году Агентством по делам культуры, занимает 50-е место среди лучших аниме всех времён.

## Персонажи
Во франшизе Lupin III всего пять ключевых персонажей (не читая второстепенных) это: Арсен Люпен III (в честь кого и названа сама франшиза), Дайсукэ Дзигэн, Гоэмон Исикава XIII, Фудзико Минэ и Коити Дзэнигата.
Арсен Люпен III — Главный герой франшизы Lupin III, внук благородного грабителя Арсена Люпена из произведений Мориса Леблана, опытный вор, взломщик, мастер маскировки, дедукции, стрельбы и создания хитроумных устройств. За его весёлой, безрассудной дуростью скрывается острый ум. Он совершает ограбления, которые ни одному здравомыслящему человеку не пришли бы в голову. Несмотря на то, что его периодически ловят и заключают под стражу — чаще всего его заклятым врагом является инспектор Коити Дзэнигата из Интерпола, поэтому ему постоянно придётся убегать, также он лидер собственной банды составляющих из: красавицы Фудзико Мине, высокопоставленного гангстера Дайсуке Дзигэна и самурая Гоэмона Исикавы XIII, его любимое оружие — «Walther P38».
Дайсукэ Дзигэн — Высокопоставленный гангстер, верный друг и напарник Люпена. Превосходный стрелок, способный поразить цель за 0,3 секунды. Его любимое оружие — Smith & Wesson Model 19, но в то же время хорошо обращается с любым оружием, будь то «Пистолет-пулемёт Томпсона» 1928 или ПТРС.
Гоэмон Исикава XIII — Самурай, первоклассно владеющий мечом Дзантэцукэн, способным перерубить всё, что угодно, таких как Первородный Металл («Тактика ангелов»),в исключительных случаях пользуется огнестрельным оружием.
Фудзико Минэ — Воровка и красотка, превосходно обращается с техникой и оружием, предпочитает лёгкое оружие, которое легко спрятать, например Браунинг 1910 года. Регулярно предаёт Люпена ради своей выгоды, из-за чего он теряет украденное.
Коити Дзэнигата — инспектор Интерпола и заклятый враг Люпена и его банды, ведущий дело Арсена Люпена III, на протяжении всей франшизы гоняется за Люпеном Третьим и его бандой по всему миру, в целях арестовать Люпена и его банду, где бы они не находились. Ни одна серия не проходит без фирменного гневного восклицания Дзэнигаты: «Люпен, ты арестован!». Любимое оружие — «Кольт M1911», иногда пользуется Дзюттэ и использует наручники на манер лассо.

## Состав франшизы

### Манга
Манга создавалась с 1967 года мангакой Кадзухико Като, изначальная серия, насчитывающая 14 выпусков, публиковалась в журнале Weekly Manga Action. В дальнейшем над мангой работали также и другие авторы.

### Мультсериалы
- Lupin the Third Part I — выходил с октября 1971 по март 1972 года на телеканале YTV, насчитывает 23 серии[2]. Известен как «серии зелёного пиджака».
- Lupin the Third Part II — сериал, транслировавшийся на NTV с октября 1977 по октябрь 1980 года, насчитывает 155 серий[2]. Известен как «серии красного пиджака».
- Lupin VIII — планировавшийся к выходу сериал совместного производства Японии и Франции, должен был поведать о потомках оригинальных героев[3].
- Lupin the Third Part III — сериал, выходивший на YTV с марта 1984 по ноябрь 1985 года, включает 50 серий[2]. Известен как «серии розового пиджака».
- Lupin the Third: The Woman Called Fujiko Mine — сериал, состоящий из 13 серий, выходивших с апреля по июнь 2012 года на канале NTV[4].
- Lupin III Part IV — сериал, состоящий из 26 серий, впервые транслировавшийся с августа по ноябрь 2015 года на итальянском канале Italia 1, а позже в Японии[5]. Действие сериала разворачивается в Италии и Сан-Марино.
- Lupin III Part V — сериал, выходивший на NTV с апреля по сентябрь 2018 года, состоит из 24 серий. Большая часть действия сериала разворачивается во Франции, а основной темой являются интернет и цифровые технологии[6].
- Lupin III Part VI — вышедшее в октябре 2021 продолжение приключений Люпена Третьего к 50-летию с выхода оригинального сериала[7][8].

### Фильмы
- Lupin III: The Secret of Mamo. Люпен III: Тайна Мамо (1978)
- Lupin III: The Castle of Cagliostro. Люпен III: Замок Калиостро (1979)
- Lupin III: The Legend of the Gold of Babylon. Люпен III: Легенда о золоте Вавилона (1985)
- Lupin III: The Fuma Conspiracy. Люпен III: Заговор клана Фума (1987)
- Lupin III: Farewell to Nostradamus. Люпен III: К чёрту Нострадамуса! (1995)
- Lupin III: Dead or Alive. Люпен III: Живым или мёртвым (1996)
- Lupin the Third: Daisuke Jigen's Gravestone. Люпен III: Могила Дайсукэ Дзигэна (2014)
- Lupin the Third: Goemon Ishikawa's Spray of Blood. Люпен III: Кровь Гоэмона Исикавы (2017)
- Lupin III: Fujiko Mine's Lie. Люпен III: Ложь Фудзико Минэ (2019)
- Lupin III: The First. Люпен III: Первый (2019)
- Lupin III: The Movie: The Immortal Bloodline. Люпен III: Бессмертная родословная (2025)

### OVA
- Lupin III: Return of Pycal. Люпен III: Возвращение волшебника (2002)
- Lupin III: Green vs. Red. Люпен III: Зелёный против Красного (2008)

### ТВ-спешлы
- Lupin III: Goodbye Lady Liberty! Люпен III: Похищение статуи Свободы (спецвыпуск 01) (1989)
- Lupin III: Hemingway Papers. Люпен III: Бумаги Хемингуэя (спецвыпуск 02) (1990)
- Lupin III: Napoleon's Dictionary. Люпен III: Словарь Наполеона (спецвыпуск 03) (1991)
- Lupin III: From Russia With Love. Люпен III: Из России с любовью (спецвыпуск 04) (1992)
- Lupin III: Voyage to Danger. Люпен III: Опасный вояж (оригинальное название: Приказ: убить Люпена)(спецвыпуск 05) (1993)
- Lupin III: Dragon of Doom. Люпен III: Роковой дракон (оригинальное название: Гори, Зантецукен!)(спецвыпуск 06) (1994)
- Lupin III: The Pursuit of Harimao's Treasure. Люпен III: Погоня за сокровищами Харимао (спецвыпуск 07) (1995)
- Lupin III: The Secret of Twilight Gemini. Люпен III: Тайна алмазов-близнецов (спецвыпуск 08) (1996)
- Lupin III: Walther P38. Люпен III: Воспоминания о серебряном Вальтере П-38 (Остров убийц) (спецвыпуск 09) (1997)
- Lupin III: Tokyo Crisis. Люпен III: Токийский кризис (спецвыпуск 10) (1998)
- Lupin III: Fujiko’s Unlucky Days. Люпен III: Несчастливые дни Фудзико (спецвыпуск 11) (1999)
- Lupin III: 1$ Money Wars. Люпен III: Война из-за одного доллара (спецвыпуск 12) (2000)
- Lupin III: Alcatraz Connection. Люпен III: Алькатразские связи (спецвыпуск 13) (2001)
- Lupin III Episode 0: First Contact. Люпен III: Эпизод 0: Первый контакт (спецвыпуск 14) (2002)
- Lupin III: Operation Return the Treasure. Люпен III: Операция — Вернуть сокровища! (спецвыпуск 15) (2003)
- Lupin III: Stolen Lupin. Люпен III: Украденный Люпен (спецвыпуск 16) (2004)
- Lupin III: Angel Tactics. Люпен III: Тактика Ангелов (спецвыпуск 17) (2005)
- Lupin III: Seven Days Rhapsody. Люпен III: Семидневная рапсодия (спецвыпуск 18) (2006)
- Lupin III: Elusiveness of the Fog. Люпен III: Неуловимый как туман (спецвыпуск 19) (2007)
- Lupin III: Sweet Lost Night - Magic Lamp's Nightmare Premonition. Люпен III: Волшебная лампа — предвестница кошмаров (спецвыпуск 20) (2008)
- Lupin III: The Last Job. Люпен III: Последняя работа (спецвыпуск 21) (2010)
- Lupin III: Blood Seal - Eternal Mermaid. Люпен III: Кровавая печать — Бессмертная Русалка (спецвыпуск 22) (2011)
- Lupin III: Record of Observations of the East - Another Page. Люпен III: Книга о разнообразии мира — Неизвестная страница (спецвыпуск 23) (2012)
- Lupin III: Princess of the Breeze — Hidden City in the Sky. Люпен III: Принцесса бриза — Город скрытый в небесах (спецвыпуск 24) (2013)
- Lupin III: The Italian Game. Люпен III: Итальянская игра (спецвыпуск 25) (2016)
- Lupin III: Goodbye Partner. Люпен III: Прощай, партнёр (спецвыпуск 26) (2019)
- Lupin III: Prison of the Past. Люпен III: Тюрьма прошлого (спецвыпуск 27) (2019)

### Кроссоверы
- Lupin III vs. Detective Conan. Люпен III против детектива Конана (2009)
- Lupin III vs. Detective Conan: The Movie. Люпен III против детектива Конана. Фильм (2013)
- Lupin III vs. Cat's Eye. Люпен III против Кошачьего глаза (2023)

### ONA
- Lupin Zero. Люпен: Начало (2022)
- Lupin III: Zenigata and the Two Lupins. Люпен III: Дзэнигата и два Люпена (2025)